# Belvárdgyula
Belvárdgyula is een plaats (község) en gemeente in het Hongaarse comitaat Baranya. Belvárdgyula telt 461 inwoners (2001).